# Kabinett Diederichs I
Das Kabinett Diederichs I bildete vom 29. Dezember 1961 bis zum 12. Juni 1963 die Niedersächsische Landesregierung. Georg Diederichs wurde am 29. Dezember 1961 zum Ministerpräsidenten gewählt. Das Kabinett endete regulär mit der Landtagswahl 1963.
| Amt                                                | Name               | Partei | Partei |
| -------------------------------------------------- | ------------------ | ------ | ------ |
| Ministerpräsident                                  | Georg Diederichs   |        | SPD    |
| Stellvertreter des Ministerpräsidenten             | Hermann Ahrens     |        | GB/BHE |
| Finanzen                                           | Hermann Ahrens     |        | GB/BHE |
| Inneres                                            | Otto Bennemann     |        | SPD    |
| Wirtschaft und Verkehr                             | Carlo Graaff       |        | FDP    |
| Ernährung, Landwirtschaft und Forsten              | Alfred Kubel       |        | SPD    |
| Justiz                                             | Arvid von Nottbeck |        | FDP    |
| Kultus                                             | Richard Voigt      |        | SPD    |
| Soziales                                           | Kurt Partzsch      |        | SPD    |
| Vertriebene, Flüchtlinge und Kriegssachgeschädigte | Erich Schellhaus   |        | GB/BHE |